# Chasmatophyllum verdoorniae
Chasmatophyllum verdoorniae är en isörtsväxtart som först beskrevs av Nicholas Edward Brown, och fick sitt nu gällande namn av L. Bol. Chasmatophyllum verdoorniae ingår i släktet Chasmatophyllum och familjen isörtsväxter. Inga underarter finns listade i Catalogue of Life.